# Transferrina diferrica reduttasi
La trasferrina diferrica reduttasi è un enzima appartenente alla classe delle ossidoreduttasi, che catalizza la seguente reazione:
transferrina(Fe(II))2 + NAD+ + H+ ⇄ transferrina[Fe(III)]2 + NADH